# Mangabei fosc
El mangabei fosc (Cercocebus atys) és una espècie de primat catarrí de la família dels cercopitècids que viu a les regions equatorials entre el Senegal i Ghana. Té el pelatge de color negre o fosc brut. Pesa uns 8 kg. Té una fesomia esvelta i les potes llargues.
És una espècie arborícola de costums diürns. Es mou per les selves primàries o secundàries, els boscos de galeria o manglars, en grups de fins a 100 individus. És un omnívor que prefereix els fruits i les llavors, però que aprofita altres aliments com ara fulles o petits animals. Sovint és caçat pel consum humà a les regions on viu, cosa que ha provocat que sigui rar a moltes àrees, tot i que continua sent abundant, sobretot a Sierra Leone, Libèria i l'oest de Costa d'Ivori.